# Jimmy Settle
James „Jimmy“ Settle (* 5. September 1875 in Millom; † 1. Juni 1954 in Farnworth) war ein englischer Fußballspieler.

## Sportlicher Werdegang
Settle spielte zunächst in Bolton Fußball, ehe er sich 1894 den Bolton Wanderers anschloss. Hier erzielte er in 13 Meisterschaftsspielen der First Division vier Tore. Anschließend lief er kurzzeitig für den Halliwell Rovers FC auf, im Januar 1897 wechselte er zum englischen Erstligisten FC Bury als Profifußballspieler zurück in den Football-League-Bereich. Nach 28 Treffern in 63 Ligaspielen sicherte sich der FC Everton im April 1899 seine Dienste für 400 Pfund Ablösesumme. Hier zeichnete er sich in der Folge als regelmäßiger Torschütze aus, in der Spielzeit 1901/02 erzielte er 18 Saisontreffer, – damit wurde er Torschützenkönig der englischen Meisterschaft und er führte den Klub zur Vizemeisterschaft hinter dem AFC Sunderland. Im FA Cup 1905/06 stand er mit der von Will Cuff betreute Mannschaft um Mannschaftskapitän Jack Taylor, Torhüter Billy Scott, Walter Abbott, Harold Hardman und Jack Sharp im Endspiel, das nach einem Tor von Sandy Young 15 Jahre nach dem Gewinn der ersten Meisterschaft durch einen 1:0-Sieg über Newcastle United mit dem erstmaligen Gewinn des ältesten Pokalwettbewerbs des Welt endete. Die Titelverteidigung misslang erst im Endspiel um den FA Cup 1906/07, als trotz Treffers von Sharp zum zwischenzeitlichen Ausgleich sich The Wednesday mit einem 2:1-Erfolg durchsetzte. 1908 wurde er zu Stockport County transferiert, dort beendete er ein Jahr später seine aktive Laufbahn.
Settle spielte zwischen seinem Debüt am 18. Februar 1899 anlässlich eines 13:2-Erfolges über Irland im Rahmen der British Home Championship 1898/99, zu dem er drei Tore beitrug, und einem 4:0-Erfolg gegen den gleichen Gegner am Valentinstag 1903 im Rahmen der British Home Championship 1902/03 sechs Mal für die englische Nationalmannschaft. Beim als Ibrox-Desaster in die Geschichte gegangenen Unfall im Ibrox Park am 2. April 1902, als während des Spiels gegen Schottland eine der Tribünen zusammenstürzte und 26 Menschen ums Leben kamen, stand er auf dem Spielfeld und hatte das englische Tor zum 1:1-Stand beim Abbruch erzielt. Beim Wiederholungsspiel am 3. Mai des Jahres, dessen Erlöse einem für die Opfer aufgesetzten Fonds zugutekamen, erzielte er beim 2:2-Remis auf Vorarbeit von Frank Forman die zwischenzeitliche 2:1-Führung. Dies war gleichzeitig das letzte seiner sechs Länderspieltore.
Settle wurde in die Gwladys Street's Hall of Fame, die Ruhmeshalle des FC Everton, aufgenommen.
Nach dem Ende seiner aktiven Profikarriere verdiente Settle sein Geld als Kranführer und Arbeiter in einer Eisengießerei, zudem war er zeitweise als Gastwirt tätig. Er war zweimal verheiratet und hatte insgesamt sechs Kinder.